# 奥恰科沃-马特韦耶夫斯科耶区
奥恰科沃-马特韦耶夫斯科耶区（俄語：район Очаково-Матвеевское）是莫斯科西行政区的一区，面积17.54平方公里，人口126,535人。湖区站、阿米尼耶沃站、马特韦耶夫斯科耶站和奥恰科沃一站位于该区。